# Thomas Fairfax (3e lord Fairfax de Cameron)
Pour les articles homonymes, voir Thomas Fairfax et Fairfax.
Thomas Fairfax (17 janvier 1612, Denton Hall (près de Otley) dans le Yorkshire – 12 novembre 1671), 3e lord Fairfax de Cameron, est un général et commandant-en-chef durant la Première Révolution anglaise.
Il est le fils aîné de Ferdinando Fairfax, 2e Lord Fairfax of Cameron.

## Carrière
Général des plus célèbres dans les guerres civiles de l'Angleterre, il appartient par sa famille au mouvement religieux et politique des Presbytériens. Son père est général en chef de l'armée du Nord, opposée par le Parlement à l'armée royale : il sert sous lui en qualité de général de cavalerie, tous deux remportent en 1644 sur les troupes de Charles Ier d'Angleterre la sanglante victoire de Marston Moor.
En 1645, Thomas Fairfax est lui-même nommé général en chef de la New Model Army, et il écrase, de concert avec Oliver Cromwell, l'armée royale à Naseby. Néanmoins, lorsque Cromwell veut destituer le roi Charles Ier, Fairfax refuse de siéger parmi les juges ; et après l'exécution de la sentence, il refuse encore une place dans le conseil qui exerce le pouvoir exécutif mais conserve cependant son commandement en chef.
À la mort de Cromwell, il concourt, en secondant George Monk, à la restauration de Charles II d'Angleterre, se réconcilie entièrement avec le nouveau roi, et passe le reste de sa vie dans la retraite. Thomas Fairfax est compté au nombre des poètes et des orateurs de son temps. Il laisse des églogues et des Mémoires, (1 volume in-8°) qui sont publiés en 1699. Sa fille, Mary, épouse le duc de Buckingham.

## Source partielle
Marie-Nicolas Bouillet  et Alexis Chassang (dir.), « Thomas Fairfax (3e lord Fairfax de Cameron) » dans Dictionnaire universel d’histoire et de géographie, 1878 (lire sur Wikisource)